# František Radina
František Radina (4. října 1915 Hostivice – 28. března 1968) byl český pilot 311. československé bombardovací perutě.

## Život

### Před druhou světovou válkou
František Radina se narodil 4. října 1915 v Hostivici v rodině kočího Josefa Radiny a Anežky, rozené Štětkové. Mezi lety 1934 a 1936 absolvoval pilotní výcvik v rámci armádní Školy pro výcvik leteckého dorostu v Prostějově.

### Druhá světová válka
Po německé okupaci v březnu 1939 opustil František Radina ilegálně Protektorát Čechy a Morava a přes Polsko odešel do Francie, kde vstoupil do cizinecké legie. Po vypuknutí druhé světové války byl ze závazku uvolněn a zařazen do ve Francii vzniklé Československé armády v zahraničí. Po pádu Francie v červnu 1940 se z Bordeaux evakuoval do Spojeného království. Zde byl v srpnu 1940 přijat do Royal Air Force a po zaškolení na britskou leteckou techniku byl jako pilot přičleněn k 311. československé bombardovací peruti. První operační let absolvoval 11. února 1940. Působil jako druhý pilot, následně jako kapitán letadla. Účastnil se náletů na nacistické Německo a okupovanou Evropu. Nejdelším byl 10. září 1941 nálet na Turín. Po absolvování 33 operačních letů ukončil v září 1941 první operační turnus. Mezi listopadem 1941 a srpnem 1942 působil jako přelétávací pilot nových strojů z Kanady do Spojeného království. V září 1942 nastoupil druhý operační turnus u 311. perutě, během kterého se účastnil protiponorkových a protilodních hlídkových letů nad oceánem. Dne 23. listopadu 1942 se jeho stroj Vickers Wellington KX-Z zúčastnil vzdušného souboje se čtyřmi dálkovými stíhacími letouny Junkers Ju 88, ze kterého vyšel československý stroj vítězně s jedním uznaným sestřelem a dvěma poškozeními.  Dne 23. května 1943 byl nucen během přelétávání stroje přeřazeného k výcvikové jednotce z důvodu poruchy motorů nouzově přistát. Letadlo byl zničeno, ale posádla přežila. Od září 1943 působil jako letecký instruktor v Nassau na Bahamách. Na konci druhé světové války létal u 246. perutě jako dopravní pilot.

### Po druhé světové válce
Po návratu do Československa sloužil František Radina jako vojenský dopravní pilot. V květnu 1948 byl komunistickou mocí odeslán na nucenou dovolenou. V květnu 1949 byl jedním z aktérů úletu čtveřice pilotů z letiště Kbely do Frankfurtu nad Mohanem. Vrátil se do Spojeného království a opět vstoupil do RAF, kde sloužil u 202. perutě a na strojích Handley Page Hastings dálkově létal pro potřeby armádní meteorologické služby. Absolvoval 443 letů. Britské občanství obdržel v roce 1951. V roce 1964 absolvoval historicky poslední meteorologický let. Zemřel 28. března 1968.

## Posmrtná ocenění
- František Radina byl v roce 1991 in memoriam povýšen do hodnosti plukovníka
- Františku Radinovi byl v roce 2006 udělen titul Čestného občana města Hostivice